# Eboracum

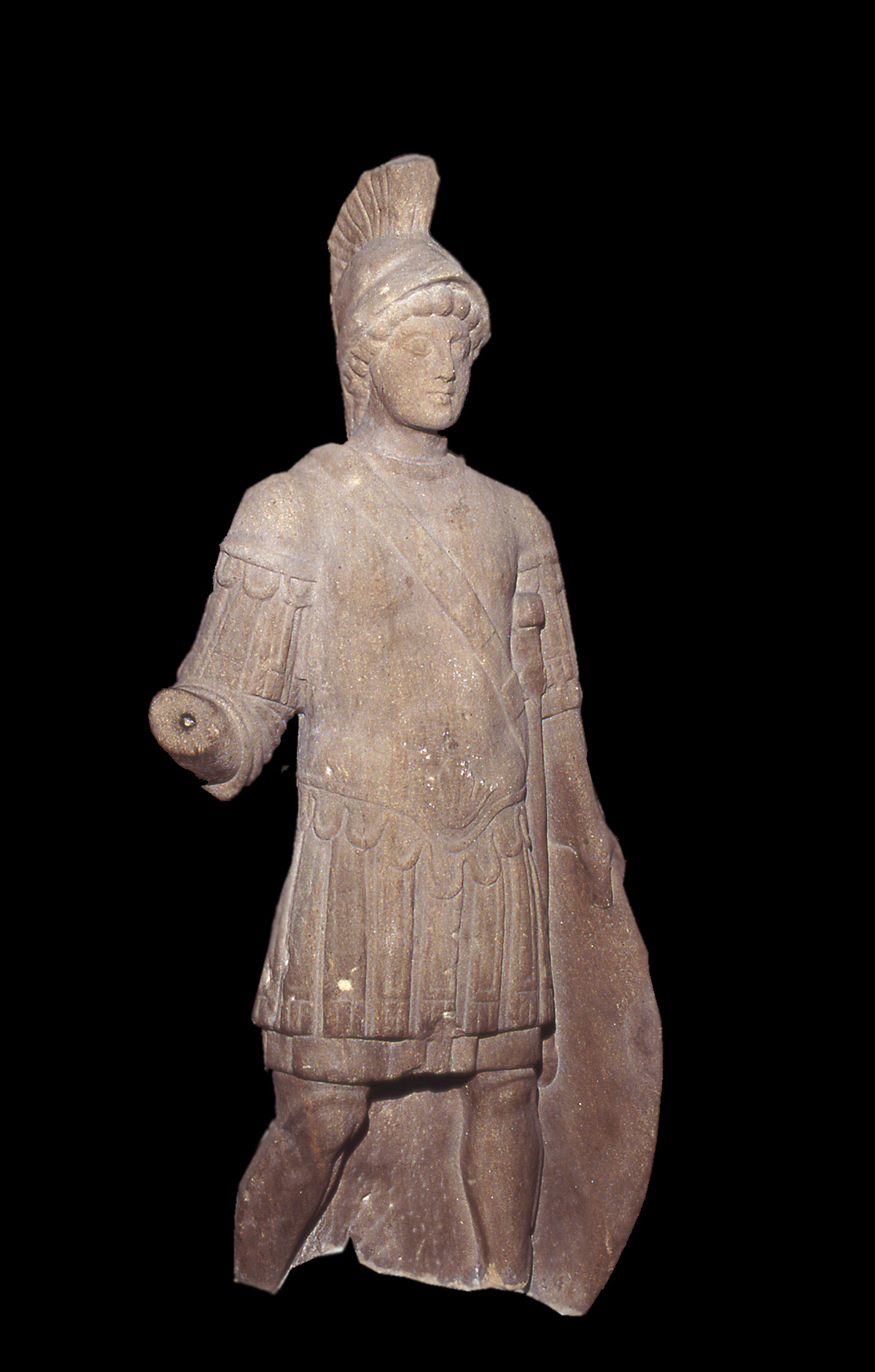
Mars-szobor a városból

Eboracum ókori római erőd és város a mai York város területén. Fénykorában Észak-Anglia legjelentősebb városa. Érdekességként említendő, hogy két római császár is itt hunyt el: Septimius Severus és I. Constantius római császár. 71-ben alapult meg, mikor egy castrumot építettek a folyónál. Első ismert említése 95-104 közé tehető, Eburaci formában. A 17. században fedezték fel (újra).

## Kapcsolódó szócikk
- Vindolanda

## Fordítás
- Ez a szócikk részben vagy egészben  az   Eboracum című angol Wikipédia-szócikk ezen változatának fordításán alapul.  Az eredeti cikk szerkesztőit annak laptörténete sorolja fel. Ez a jelzés csupán a megfogalmazás eredetét és a szerzői jogokat jelzi, nem szolgál a cikkben szereplő információk forrásmegjelöléseként.